# Liste der Kulturgüter in Walperswil
Die Liste der Kulturgüter in Walperswil enthält alle Objekte in der Gemeinde Walperswil im Kanton Bern, die gemäss der Haager Konvention zum Schutz von Kulturgut bei bewaffneten Konflikten, dem Bundesgesetz vom 20. Juni 2014 über den Schutz der Kulturgüter bei bewaffneten Konflikten sowie der Verordnung vom 29. Oktober 2014 über den Schutz der Kulturgüter bei bewaffneten Konflikten unter Schutz stehen.
Objekte der Kategorie A sind vollständig in der Liste enthalten, Objekte der Kategorie B sind im Gemeindegebiet nicht ausgewiesen, Objekte der Kategorie C fehlen zurzeit (Stand: 2. Mai 2024). Unter übrige Baudenkmäler sind Objekte zu finden, die im Bauinventar des Kantons Bern als «schützenswert» verzeichnet sind.

## Kulturgüter
| Foto |                                                     | Objekt                   | Kat. | Typ | Standort                   | Beschreibung |
| ---- | --------------------------------------------------- | ------------------------ | ---- | --- | -------------------------- | --- |
| ja   | Datei hochladen · Wikidata zu Pfarrhaus (Q19362738) | Pfarrhaus KGS-Nr.: 01330 | A    | G   | Kirchweg 7 583977 / 212050 | Das Pfarrhaus stammt im Kern aus der Zeit vor 1500 und enthält Teile einer früheren Burg. Es erhielt seine heutige Gestalt im 17. und 18. Jahrhundert und ist ein zweigeschossiger, traufständiger Putzbau unter asymmetrischem Dach. Dabei lässt die Dreiteilung der Südfassade zum Pfarrhof hin verschiedene Bauphasen erkennen. An der Ostseite ist ein Treppenturm angebaut. |

## Übrige Baudenkmäler
Hinweis: Anstelle der KGS-Nummer wird als Objekt-Identifikator (ID) die Grundstücksnummer verwendet.
| ID  | Foto |                                                                                          | Objekt                                        | Typ | Standort                              | Beschreibung |
| --- | ---- | ---------------------------------------------------------------------------------------- | --------------------------------------------- | --- | ------------------------------------- | ------------ |
| 1   | ja   | Datei hochladen · Wikidata zu Basispfeiler der Landesvermessung (1791/1869) (Q125741172) | Basispfeiler der Landesvermessung (1791/1869) | K   | Aarbergstrasse N.N.2 584442 / 211688  |              |
| 2   | ja   | Datei hochladen                                                                          | Kornhaus (1755)                               | G   | Kirchweg 7a 583965 / 212067           |              |
| 5   | ja   | Datei hochladen                                                                          | Brücke über den Aare-Hagneck-Kanal (1877/78)  | G   | Walperswilbrücke N.N. 583072 / 210582 |              |
| 5   | ja   | Datei hochladen                                                                          | Brücke über den Unterwasser-Kanal (1912)      | G   | Obermoos N.N. 583154 / 210534         |              |
| 56  | ja   | Datei hochladen                                                                          | Schulhaus (1845)                              | G   | Kirchweg 2 583914 / 212082            |              |
| 73  | ja   | Datei hochladen                                                                          | Reformierte Kirche (15./16. Jh.)              | G   | Kirchweg 5 583947 / 212041            |              |
| 272 | ja   | Datei hochladen                                                                          | Bauernhaus (1843)                             | G   | Hauptstrasse 23 583840 / 212156       |              |
| 299 | ja   | Datei hochladen                                                                          | Bauernhaus (1824)                             | G   | Hauptstrasse 26, 28 583881 / 212231   |              |
| 332 | ja   | Datei hochladen                                                                          | Bauernhaus (1843)                             | G   | Im Dorf 2 583888 / 212097             |              |
| 384 | ja   | Datei hochladen                                                                          | Bauernhaus (1823)                             | G   | Kirchweg 13 583876 / 211976           |              |
| 413 | ja   | Datei hochladen                                                                          | Bauernhaus (1821)                             | G   | Hauptstrasse 16 583974 / 212155       |              |
| 616 | ja   | Datei hochladen                                                                          | Gasthof Kreuz (1843)                          | G   | Hauptstrasse 22, 22b 583877 / 212154  |              |